# مارلون جيمس
مارلون أليكس جيمس (بالإنجليزية: Marlon Alex James)‏ (مواليد 16 نوفمبر 1976 في كينغستاون) لاعب كرة قدم فنسينتي دولي يجيد اللعب في خط الهجوم . يلعب حاليا لصالح نادي فانكوفر وايتكابز الكندي منذ 2009 .

## روابط خارجية
- مارلون جيمس على موقع الاتحاد الدولي (مؤرشف)  (الإنجليزية)
- مارلون جيمس على موقع قاعدة بيانات كرة القدم.إي يو (الإنجليزية)
- مارلون جيمس على موقع ناشيونال فوتبول تيمز (الإنجليزية)
- مارلون جيمس على موقع Soccerway.com (الإنجليزية)